# Thomas Neville
Sir Thomas Neville (* um 1429; † 30. Dezember 1460 in Wakefield) war ein englischer Ritter.

## Leben
Sir Thomas war der zweite Sohn von Richard Neville, 5. Earl of Salisbury und Alice Montague, Tochter des Thomas Montagu, 4. Earl of Salisbury und ein jüngerer Bruder des Richard Neville, 16. Earl of Warwick (der Königsmacher).
Am 25. Dezember 1449 wurde er von König Heinrich VI. zum Knight of the Bath geschlagen. In den früher 1450 Jahren spielte Sir Thomas eine bedeutende Rolle in der Fehde zwischen dem Haus Neville und dem Haus Percy. Speziell als er und seine Hochzeitsgesellschaft am 24. August 1453 auf dem Weg nach Hause in der Nähe von York durch Thomas Percy, 1. Baron Egremont und seinen Männern angegriffen wurde, was in einem Scharmützel, bekannt als Skirmish of Heworth, endete.
Ein Jahr später im Oktober 1454 trafen beide Häuser mit beträchtlichen Truppen bei Stamford Bridge (Yorkshire) aufeinander, wo es Thomas Neville und seinem Bruder, John Neville, 1st Marquess of Montagu gelang, Lord Egremont gefangen zu nehmen.
Während der Rosenkriege kämpfte Sir Thomas für das Haus York 1459 bei der Schlacht von Blore Heath und 1460 bei Wakefield.
Er und sein Bruder, Lord Montagu, wurden bei Blore Heath verwundet und am darauffolgenden Tag bei Acton Bridge (Cheshire) zusammen mit Thomas Harrington durch Lancastertruppen (Haus Lancaster) gefangen genommen und in Chester Castle inhaftiert.
Das im November 1459 in Coventry einberufene Parlament, auch bekannt als Parliament of Devils, verhängte über alle Führer des Hauses York, und auch über Sir Thomas Neville, eine Bill of Attainder, was einen Entzug aller Rechte bedeutete.
Im Juli 1460, nach zehnmonatiger Haft in Chester Castle, kam Sir Thomas frei, da es seinem Bruder, dem Earl of Warwick, gelang bei der Schlacht von Northampton König Heinrich VI. gefangen zu nehmen und sich das Machtverhältnis zu Gunsten Yorks drehte.
Sir Thomas wurde Lieutenant und Warden of the West Marches unter dem Kommando Warwicks.
Im Oktober 1460, als Richard Plantagenet, 3. Duke of York im Parlament in Westminster zum ersten Mal den Thron beanspruchte, war Sir Thomas und Warwick bei ihm und rieten ab, da sie es nicht für möglich hielten, dass das House of Lords zustimmen würde. In den wochenlangen Verhandlungen agierte Sir Thomas als Bote zwischen den Parteien.
Sir Thomas fiel am 30. Dezember 1460 bei Wakefield.
Er wurde zusammen mit seinem Vater Jahre später umgebettet und in der Bisham Abbey in Berkshire bestattet, wo auch viele andere Familienmitglieder ihre letzte Ruhestätte hatten.

## Ehe und Nachkommen
Sir Thomas war verheiratet mit Maud Stanhope. Das Paar hatte keine Nachkommen.